# Asthenoctenus borellii
Asthenoctenus borellii es una especie de araña de la familia Ctenidae nativa de América del Sur.

## Etimología
Esta especie recibe su nombre en honor al zoólogo italiano Alfredo Borelli.

## Distribución y hábitat
Esta especie se encuentra en Brasil, Paraguay, Uruguay y Argentina, desde el Estado de Río de Janeiro, al norte, hasta provincia de Buenos Aires, al sur.
Se encuentra en lugares húmedos y oscuros, debajo de piedras y troncos.

## Descripción
El holotipo hembra mide 15 mm.

## Publicación original
- Simón, 1897: Lista de maní recolectado en las Islas de Cabo Verde, República Argentina y Paraguay y descripción de nuevas especies. Viaje del Dott. A. Borelli nella República Argentina e nel Paraguay. Bollettino dei Musei di Zoologia ed Anatomia comparata della R. Università di Torino, vol. 12, n 270, p. 1-8.[5]